# 벌거숭이 (1966년 영화)
"벌거숭이"는 1966년에 개봉한 대한민국의 영화이다.

## 캐스팅
- 황해
- 태현실
- 김상국